# Скупшинина
Скупшинина — деревня в Болховском районе Орловской области. Входит в состав Гнездиловского сельского поселения. Население — 1 чел. (2010).

## География
Деревня находится в северной части Орловской области, в лесостепной зоне, в пределах центральной части Среднерусской возвышенности. Расположена на берегу реки Рог. Абсолютная высота — 200 метров над уровнем моря.
Уличная сеть представлена одним объектом: Раздольная улица.
Географическое положение: в 8 километрах от административного центра поселения — села Гнездилово, в 6 километрах от районного центра — города Болхов, в 59 километрах от областного центра — города Орёл и в 273 километрах от столицы — Москвы.
Часовой пояс
Деревня Скупшинина, как и вся Орловская область, находится в часовой зоне МСК (московское время). Смещение применяемого времени относительно UTC составляет +3:00.
Климат близок к умеренно-холодному, количество осадков является значительным, с осадками даже в засушливый месяц. Среднегодовая норма осадков — 627 мм. Среднегодовая температура воздуха в Болховском районе — 5,1 °C.

## Население
Проживают (на 2017—2018 гг.) 4 жителя в трёх дворах, 1 чел. — от 18 до 30 лет, 2 чел. — от 30 до 50 лет и 1 чел. — старше 60 лет.
| 2010 |
| ---- |
| 1    |

Гендерный состав
По данным Всероссийской переписи населения 2010 года в гендерной структуре населения мужчины составляют 33,3% (1 чел.), а женщины — 66,7% (2 чел.).

## Инфраструктура
Нет данных.

## Транспорт
Просёлочные дороги. Выезд на автодорогу федерального значения Р92 (участок Орёл — Болхов — Калуга).